# Grevillea heliosperma
Grevillea heliosperma,  es una especie de arbusto  del gran género  Grevillea perteneciente a la familia  Proteaceae. Es originaria del norte de Australia. 

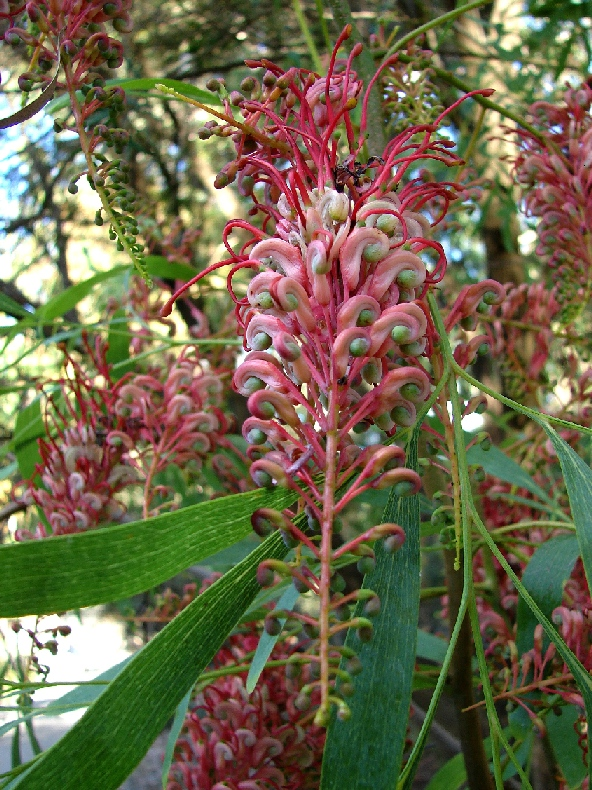
Inflorescencia

## Descripción
Es un arbusto que alcanza un tamaño de hasta 8 metros de altura, con largas hojas pinnadas de 15-40 cm, que produce flores de color rojo entre mayo y septiembre.

## Distribución y hábitat
Se produce en las regiones [monzónicas (invierno seco, monzón de verano) en suelos ácidos del norte de Australia Occidental y Territorio del Norte.

## Taxonomía
Grevillea heliosperma fue descrita por Robert Brown y publicado en Transactions of the Linnean Society of London 10(1): 176. 1810.
Etimología
Grevillea, el nombre del género fue nombrado en honor de Charles Francis Greville, cofundador de la Royal Horticultural Society.
heliosperma: epíteto latíno compuesto de helio = "sol" y sperma = "semilla".